# بیوض، حماة
بیوض (به عربی: بیوض) یک روستا در سوریه است که در ناحیه حمرا واقع شده‌است. بیوض ۷۳۷ نفر جمعیت دارد.